# Mary Tavy
Mary Tavy är en ort och civil parish i Storbritannien.   Den ligger i grevskapet Devon och riksdelen England, i den södra delen av landet, 300 km väster om huvudstaden London. Mary Tavy ligger 200 meter över havet och antalet invånare är 600.
Terrängen runt Mary Tavy är kuperad åt nordost, men åt sydväst är den platt. Terrängen runt Mary Tavy sluttar västerut. Runt Mary Tavy är det ganska glesbefolkat, med 43 invånare per kvadratkilometer. Närmaste större samhälle är Tavistock, 5,4 km söder om Mary Tavy. Trakten runt Mary Tavy består i huvudsak av gräsmarker.